# Holdenville
Holdenville è una città degli Stati Uniti, situata nello Stato dell'Oklahoma, nella contea di Hughes, della quale è il capoluogo.